# Alexander Prent
Alexander Prent, född 25 maj 1983 i Utrecht, är en nederländsk fotbollsspelare. Sedan juli 2013 spelar han i nederländska JVC Cuijk.
Prent startade sin karriär i NEC Nijmegen för vilka han debuterade i högsta serien 2004. Tränaren som gav honom chansen var Johan Neeskens, en holländsk fotbollslegend. Efter en utlåning under 2006/07 till TOP Oss i andraligan, följande en knäskada, var han till hösten 2007 åter tillbaka i NEC. Efter provträning och match för allsvenska Halmstads BK i november 2007 bestämde han sig för att tillhöra HBK de kommande åren.